# Meisje uit de provinsie in het magies sentrum
Meisje uit de provinsie in het magies sentrum is een lied gezongen door Jasperina de Jong. De tekst is geschreven door Guus Vleugel, de muziek is van de hand van Joop Stokkermans. De titel is geschreven in de spelling, die rond 1970 in de mode was, maar het nooit zou halen als officiële spelling (spellen conform uitspraak). Het lied maakte onderdeel uit van haar eerste eigen theaterprogramma De Jasperina Show. Dat ging in première in het Nieuwe de la Mar op 3 september 1970, prijzen variërend van 4 tot 10,50 gulden. Medewerkers in de sketches waren John Kuipers en Frank Sanders. Het bijbehorende muziekalbum verscheen op Imperial, een sublabel van Bovema. De Jongs man Eric Herfst trad op als theaterregisseur, Henk Westrus was leider van het begeleidend ensemble. De show zou doorlopen tot voorjaar 1972.
Het lied gaat over het meisje Annie van der Berg uit de provincie, in dit geval Enschede, die naar de grote stad Amsterdam trekt om een spannender leven te krijgen. Ze beschouwt Amsterdam als het magisch centrum van het heelal. Onderweg maakt ze al kennis met de eerste hippie en denkt dat het leven begint als ze bij het Nationaal Monument op de Dam zit. Het blijkt dat de grote stad voornamelijk eenzaamheid oproept. Ze zit er moederziel alleen, want niemand zit op haar (talenten) te wachten; ze moet schuilen in portieken. De enige vriendschap die ze krijgt is van een heroïneverslaafde/drugsprostituée. Als ze een feestje bezoekt wordt er wederom niet naar haar omgekeken, een seksfeest is geen succes. Ze probeert zelf nog een Nepal, maar wordt er alleen misselijk van.
Het laatste couplet is ingeruimd voor het afscheid van haar moeder, ze vertrok en pinkte een traan weg. Het lied sluit af met "Waarom, in Jezusnaam?"
Het lied verscheen niet op single, maar werd wel opgenomen in de tracklijst van diverse verzamelalbums van de artieste. Alex Klaasen zong het in 2009 als onderdeel van een hommage aan Joop Stokkermans. In 2011 dong het mee in de wedstrijd "Het Amsterdams Lijflied", georganiseerd door Het Parool.